# Swinging Hannover
Swinging Hannover, seit 2005 offiziell enercity swinging hannover, ist ein zweitägiges internationales Jazzfestival und findet seit 1967 einmal pro Jahr in Hannover statt.

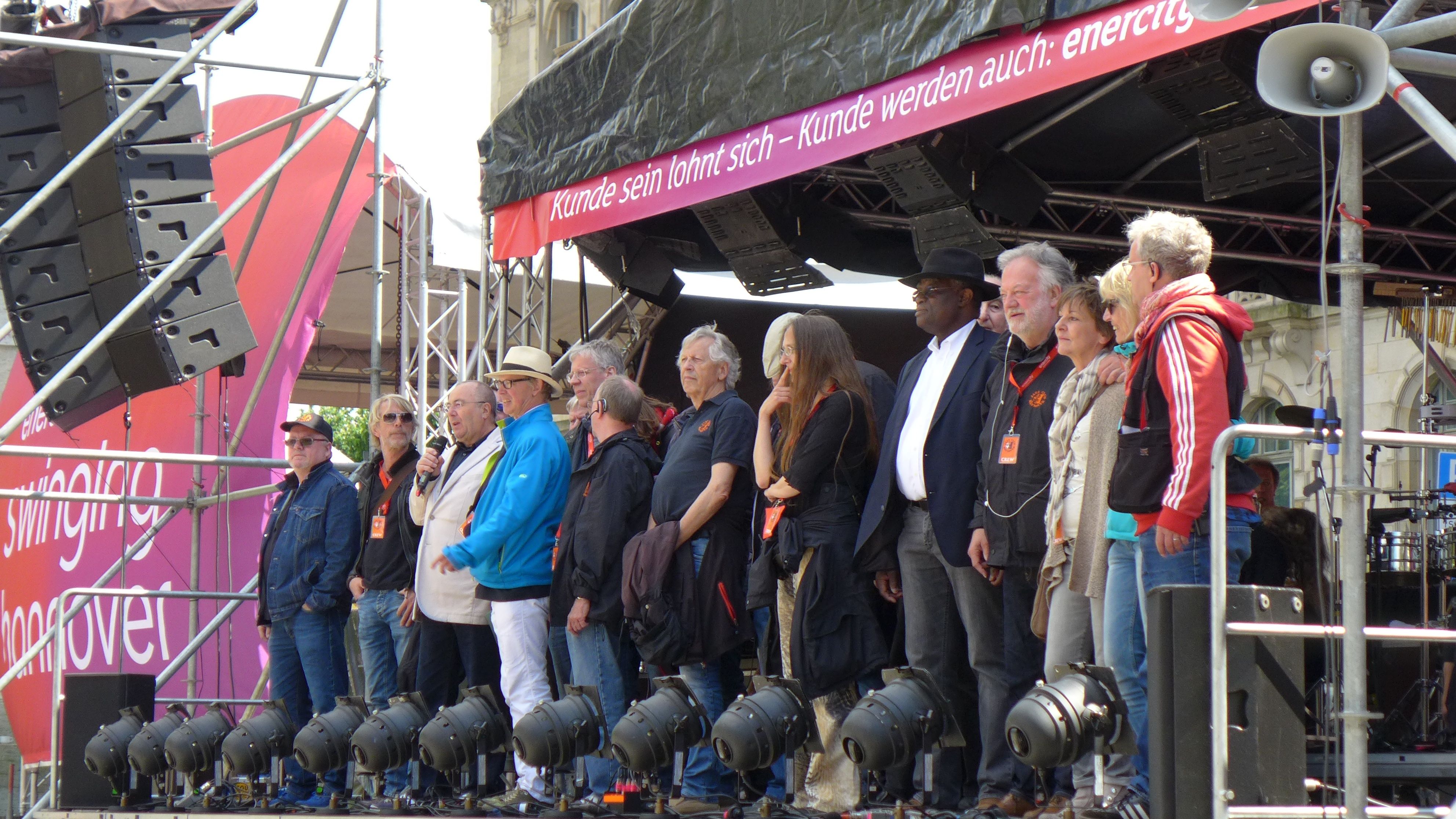
Das Organisationsteam auf der Bühne mit dem Moderator des Festivals im Jahr 2017 Lothar Krist

## Geschichte
Ausrichter des Festivals ist der Jazz Club Hannover, dessen Gründer Michael Gehrke das Festival 1967 ins Leben gerufen hat. Das Festival begann als Open-Air-Konzert auf dem Opernplatz. 1969 kam der Jazzbandball (heute: Jazz Night) in zunächst wechselnden Einrichtungen dazu. Erst 1971 wechselte das Open-Air-Konzert auf den Platz der Menschenrechte (früher: Trammplatz). Heute findet die Jazz Night am Abend vor Christi Himmelfahrt (bis 2023 im Kuppelsaal, ab 2025 im Schauspielhaus) und das Open-Air-Konzert auf dem Platz der Menschenrechte vor dem Neuen Rathaus am Himmelfahrtstag statt. Jedes Jahr sind jeweils fünf oder sechs ausgewählte Bands dabei.
Auf Grund der Corona-Pandemie musste das Festival 2020 ausfallen und fand 2021 in verkleinerter Form auf der Gilde Parkbühne statt. 2022 fand das Festival zwar wieder auf dem Trammplatz, aber coronabedingt im September statt.

## Rezeption
Zahlreiche internationale und nationale Stars der Szene spielten auf dem Festival. Bekannt wurde Swinging Hannover u. a. durch die zahlreichen so genannten „All-Star-Besetzungen“, die ab Ende der 1990er Jahre unter dem Namen „Swinging Hannover All Stars“ eingeführt wurden. Bei diesen „All-Star-Besetzungen“ waren u. a. Musikgrößen wie Sweets Edison, Red Holloway, Houston Person, Jimmy Woode, Keith Copeland, Etta Jones, Benny Bailey, Keith Smith, Rod Mason, Colin T. Dawson, Jerry Tilitz, Joe Wulf, Peter Müller, Andy McGhee, Charly Höllering, Thilo Wagner, Hal Singer, Abraham Burton, Dick de Graaf, Romano Mussolini, Benny Golson, Oscar Klein, Doug Weiss, Eli Degibri, Aaron Goldberg, Dusko Goykovich und Olaf Polziehn dabei.
Bei den so genannten „Drum-Battles“ traten weltbekannte Schlagzeuger gegeneinander an, so zum Beispiel Al Foster, Pete York, Bobby Durham, Huub Janssen, Gregor Beck und Charly Antolini.
Zu den Bands die bei Swinging Hannover bisher dabei waren gehören u. a. Mezzoforte, Lothar Krist Hannover Big Band, Knut Richter Swingtett, Count Basie Orchestra, Nils Landgren Funk Unit, Electro Deluxe, Klaus Doldingers Passport, Jazzkantine, Nils Wülker und Band, Mario Biondi und Band, NDR Bigband, Candy Dulfer und Band, The Big Chris Barber Band, Marquess, Anthony Strong und Band, Brand New Heavies, New York Voices, Incognito, The Manhattan Transfer, Paddy Milner and the Big Sounds, Take 6, Dirty Dozen Brass Band, Fred Wesley and the JBs, Bennie Wallace Disorder Band, The Blues Band, Roomful of Blues, King Pleasure and the Biscuit Boys, Acker Bilk and his Paramount Jazzband, Max Collies Rhythm Aces, Swingin’ Fireballs, Axel Zwingenbergers Boogie Woogie Two, Phil Mason New Orleans All Stars, Mardi Gras Brass Band, Trevor Richards Trio, Maynard Ferguson Band, B. B. & The Blues Shacks, Engelbert Wrobels Swing Society, Les Haricots Rouges, Albie Donnellys Supercharge, DePhazz, Matt Bianco, Till Brönner und Band, Lettuce und Old Merry Tale Jazzband.
Zu den weiteren Musikgästen bei Swinging Hannover gehörten u. a. Hazy Osterwald, Benny Waters, Silvia Droste, Barbara Dennerlein, Katie Webster, Beryl Bryden, Eggy Ley, Jean Shy, Sid Kucera, Monty Sunshine, Tyree Glenn, Axel Prasuhn, Turk Murphy, Ian Wheeler, René Franc, Humphrey Lyttelton, Ken Colyer, Clyde Bernhardt, Bud Freeman, Viktor Lazlo, Lillian Boutté, Clark Terry, Wild Bill Davis, Arnett Cobb, John Defferary, Lindy Huppertsberg, Eddie Jones, Linda Hopkins, Lonnie Donegan, Peter Banjo Meyer, Wolfgang Schlüter, Max Mutzke, Ken Norris und Joy Denalane. 
Das Open-Air-Konzert an Christi Himmelfahrt wurde bis zum Jahre 2000 vom NDR-Fernsehen aufgezeichnet. Mit bis zu 65.000 Besuchern bezeichnet es sich als Norddeutschlands größtes Open-Air-Jazzfestival.
Der Name des Festivals wurde durch seinen Sponsor seit dem Jahr 2005, die Stadtwerke Hannover, verändert.